# Алекси Сокачев
Алекси Сокачев работи като „Мениджър операции и телевизионно излъчване“ в УЕФА. Той е бивш български спортен журналист. Обявен е за най-добър телевизионен коментатор за 2013 г.

## Биография
Алекси Сокачев е роден на 22 февруари 1977 г. в София.
Журналистическата му кариера стартира от 7 дни ТВ, а първите му мачове в телевизионния ефир са двубоите за суперкупата на Испания през 1999 г. През 2000 г. се премества в БТВ. Там коментира мачовете от Шампионската лига първо в тандем с Петър Бакърджиев, а по-късно с Васил Делов. През 2003 г. Сокачев коментира финала на състезанието между Милан и Ювентус пряко от Олд Трафорд. Освен срещите от най-комерсиалния европейски клубен турнир, Алекси коментира и двубоите от Лига Европа, Серия А и Лига 1.
През 2014 г. за кратко е водещ на студио „Шампионска лига“, където заменя Красимир Минев. Коментира общо 15 финала на Шампионската лига.
Известен е като привърженик на „Ливърпул и „Славия (София)“ През 2014 г. става още по-известен след мача от плейофите на Шампионска лига между „Лудогорец“ и „Стяуа“, след като защитникът Космин Моци спасява две дузпи и класира отбора от Разград в груповата фаза на турнира.
След като напуска БТВ, работи като „Мениджър операции и телевизионно излъчване“ в УЕФА.. Организира всички мачове под егидата на УЕФА (национални отбори и от европейските клубни турнири).